# 法政牧師
法政（canon），為一聖公宗與天主教都有的教會神職榮銜，因為現今角色的不同，在羅馬天主教翻作詠禱司鐸班。是主教可依教會傳統任命的榮譽職份，職責無清楚界定，有解釋教會神學法規，並保衛教會教義的權威。或是做為教會隆重禮儀的推行者，並協助教會行政。亦曾譯作名譽牧師，一般是沒有期限的。然而，也有一些教區法政牧師，是指在座堂有特殊職務的聖品人。

## 歷史
第七、八世紀時，要西方教會聖職人員生活敗壞，不屬任何修會的聖品人紀律鬆懈，陋習叢生，及至八世紀初，英國本篤會會士聖波尼法爵於722年獲教宗額我略二世委任為日耳曼地區主教，他着手組織該地及法蘭克教會，編製教會法律（Canon），漸漸建立成一個有秩序的教會。
波尼法爵的改革工作是以教會的整體生活為對象，要求整個教會皆遵守教會所訂定的規例（Canons）。在差不多同一時期，其門生克雷特剛主教(Chrodengang,708－766)亦展開一項規模較小但同樣重要的改革，就是提高聖品人生活的質素及紀律。他希望不屬修會的聖品人像修士一樣，過著有紀律的生活。他要求在轄區內的聖品人，都遵守與聖品人生活有關的法規。他鼓勵這些聖品人住在一起，組成教士團體。由於當時大城市大多設有主教座堂，於是便在座堂加建宿舍，城市的聖品人住在一起組成團體，過著有紀律的生活，一同嚴格遵守教會規例。
這些教士羣體多數附屬於一所主教座堂，如此這些嚴守教會規矩的聖品被稱為「法政」。最有名的例子就是11世紀時的聖奧斯定詠禮會（Canons Regular of St. Augustine）。之後隨著時代的演變，此一組織逐漸式微。不過仍存於天主教與聖公會的部分主教座堂編制中。
他們除了負起牧民和教導的工作外，還要協助主教管理座堂，並且要參與座堂一日數次的崇拜，就是每日的幾次的「日課」（daily office）或「時辰祈禱」。

## 天主教
在羅馬天主教，所稱的詠禱司鐸班，是一種從屬於主教座堂或副座堂的司鐸集團，其職務是在需要時舉行較隆重的禮儀；並且在教區負責教會法政或其他主教任命相關職務。僅有部分教區保有此團體，例如澳門教區。
此外詠禱司鐸的稱號也有可能以榮銜的方式贈與教區內的資深堂區司鐸作為表揚。

## 聖公宗
在聖公宗的傳統中，在座堂工作的牧師大多數是由座堂議會（Cathedral Chapter）派立為法政牧師，與為首的座堂主任牧師（Dean）組成座堂議會，一起策劃崇拜、牧民、教導和管理等工作。此外，很多座堂還有「初級法政牧師」（Minor Canons）其工作主要是負責座堂的崇拜，但在管理上沒有決策權。大多數座堂還有另一類法政牧師，他們並非全職在座堂工作的牧師，故被稱為 「榮譽法政牧師」（Honorary Canons或Prebendary），以表揚在教會內有重大貢獻的牧者及平信
徒，期望他們帶領教會上下一心，為主作工。
除了法政牧師外，其實還可以委任平信徒擔任「信徒法政」(Lay Canon)。座堂主任其實是「座堂首席法政」，還可以有領唱法政（Canon Precentor）、法典法政（Canon Chancellor）、財務法政（Canon Treasurer）、牧民法政（Canon Pastor）、福傳法政（Canon Mission）、和神學法政／教憲牧師（Canon Theologian）。
除了座堂外，一些協同教堂，如西敏寺，都擁有着這樣的體制。